# Dolmen von Peyrelevade (Brantôme)
Der Dolmen von Peyrelevade, auch Dolmen La Pierre Levée (deutsch Der angehobene Felsen) und Dolmen du Camp-de-César, ist eine neolithische Megalithanlage in Brantôme im Département Dordogne in Frankreich. Er steht auf der Nordseite der Dronne im Osten des Orts an der Rue Peyrelevade, etwa 50 m nördlich der Straße D 78 (Avenue Andre Malraux). Dolmen ist in Frankreich der Oberbegriff für neolithische Megalithanlagen aller Art (siehe: Französische Nomenklatur).
Die Grabkammer ist mit einer lichten Höhe von 2,50 m ungewöhnlich hoch. Die Deckplatte aus Sandstein ist etwa 5 m lang, 2,9 m breit und 1,4 m dick. Sie liegt waagerecht auf drei senkrechten Orthostaten und einem gegen Ende des 19. Jahrhunderts zur Stabilisierung hinzugefügten Steinträger.
Der Dolmen ist Eigentum der Gemeinde Brantôme en Périgord und ist seit dem Jahr 1889 als Monument historique registriert und geschützt.